# Efterskolen Epos
Efterskolen Epos er en efterskole beliggende i Fynshav på Als, som har til huse i de bygninger, som tidligere husede Danebod Højskole og Efterskolen Strand. Efterskolen Epos åbnede i august 2015 med 67 elever til de 70 sengepladser. Skolen baserer sin pædagogik på leg og spil, og store dele af skolens undervisning er baseret på læringsrollespil i form af tværfaglige temaforløb.

## Rollespil
Efterskolen Epos har siden sin indvielse haft et stort fokus på rollespil, dette ses blandt andet på de ugentlige temaforløb, hvor rollespil spiller en stor rolle for elevernes oplevelse og indlæring.
Udover temaforløb ses rollespil også i fritiden på Epos, der bliver blandt andet holdt ugentlige bordrollespil af Epoś inspiratorer, lærere og selvfølgelig eleverne selv.
Efterskolen Epos var i samarbejde med Ungdomsringen vært og arrangør for det årlige rollespil Estros i Flammer, der allerede i 2016 hittede hos unge rollespilere med omkring 200 deltagere, dette var desuden også første gang, Epos var vært til et større rollespil. Estros i Flammer blev så populært hos Epoś egne elever, at det i august 2016 blev besluttet, at rollespillet skulle fortsætte som et månedligt rollespil for Epos' elever. Det månedlige rollespil blev åbnet for offentligheden i februar 2017.

## Cosplay
Udover rollespil har Cosplay også spillet en rolle for Epos' popularitet. Epos har siden dens indvielse lagt vægt på Cosplay, dette kan blandt andet ses på de to lokaler på ca. 25 kvadratmeter, der er specielt indrettet som kreativ lokaler, hvor man kan arbejde med kostumer, props og andre nipsting. I marts 2016 blev det besluttet, at man ville hyrer en "Cosplay"-lærer, der kunne undervise i valgfag. I 2017 identificeret 15% af Epoś elever sig som cosplayere. I løbet af sine få år har Epos deltaget i flere cosplay events. Efterskolen Epos deltog blandt andet i Kolding Kulturnat i 2016 med omkring 15 elever , desuden deltog Epos også på Comic Con Copenhagen 2016 med 2 cosplayere og en kameramand. Den sidste store begivenhed Epos var med til, var J-Popcon hvor Epos sendte omkring 8 elever afsted.

## Eksterne links
- Efterskolen Epos Arkiveret 24. november 2016 hos  Wayback Machine